# Weimarhalle

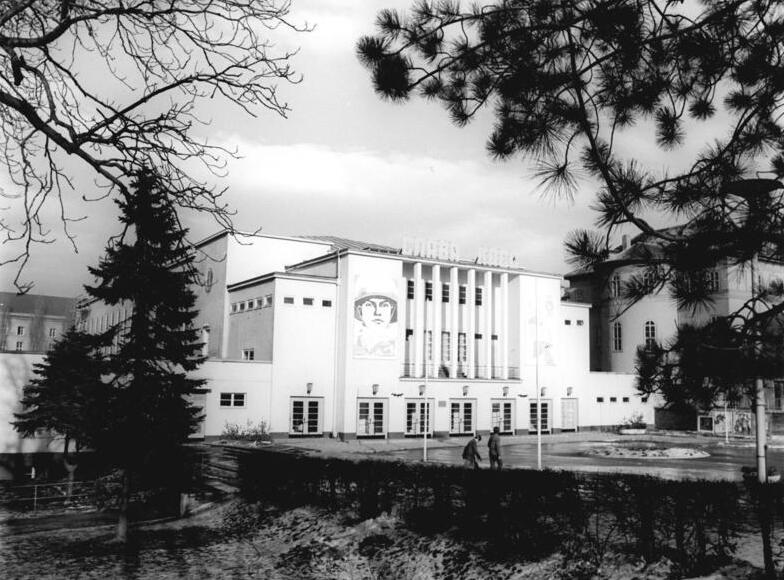
Historische Weimarhalle (1972)

Die Weimarhalle, heute congress centrum weimarhalle, ist ein Veranstaltungsgebäude in Weimars Nordvorstadt. Es beherbergt den größten Saal der Stadt. Ihr Erscheinungsbild wird heute von der Muschelkalkfassade außen und dem angrenzenden Weimarhallenpark  bestimmt. Die historische Weimarhalle von 1931 wurde 1997 abgerissen und 1999 durch den jetzigen Bau ersetzt.

## Geschichte

Aktie über 1000 RM der Weimar-Halle AG vom April 1925

Die ursprüngliche Weimarhalle wurde 1931 in nur 15-monatiger Bauzeit nach den Entwürfen von Max und Günther Vogeler im Stil der Neuen Sachlichkeit direkt hinter dem Bertuchhaus, dem heutigen Stadtmuseum im Froriepschen Garten errichtet. Zur Finanzierung des größten Saalbaus wurde 1925 die Weimar-Halle Aktiengesellschaft gegründet. Anlässlich des 100. Todestages von Johann Wolfgang von Goethe am 12. März 1932 wurde die Weimarhalle mit einer „Gedächtnisfeier des Deutschen Reiches“ eingeweiht.
Die Nationalsozialisten nutzten die Weimarhalle als Austragungsort ihrer Massenveranstaltungen. Noch vor der Machtübernahme der NSDAP trat am 15. März 1932 Adolf Hitler hier zu einer Massenkundgebung der NSDAP Gau Thüringen auf. Aber auch zahlreiche Kulturveranstaltungen fanden statt.
Nach 1945 war die Weimarhalle bis 1948 Ersatzspielort für das zerstörte Deutsche Nationaltheater. Danach war sie Schauplatz zahlreicher politischer Großveranstaltungen. 1946 trat Heinz Rühmann dort im Gastspiel „Der Mustergatte“ auf.
Im Jahr 1952 vereinnahmte die in Weimar stationierte Sowjetarmee die Weimarhalle als „Haus der sowjetischen Offiziere“, der angrenzende Park wurde zum „Park Doma offizjerow“ („Парк Дома офицеров“). Damit waren die Kulturstätte und der Park für Weimars Bürger nicht mehr frei zugänglich. Am 21. Februar 1974 wurde der Neubau des Hauses der sowjetischen Offiziere (offiziell Haus der Offiziere der Sowjetarmee („Дом офицеров Советской Армии“)) in Weimar-Nord in direkter Nähe zu den Kasernen der Roten Armee (zuvor Kasernen der Wehrmacht) an der Lützendorfer Straße eröffnet, genau die Ettersburger Straße 61, damit wurde die Weimarhalle nach 22 Jahren wieder zum allgemeinen öffentlichen Veranstaltungs- und Konzertort. Das einstige Haus der Offiziere an der Ettersburger Straße 61 in Weimar dient heute als Theaterbühne. Vor dem ehemaligen Haus der Offiziere in der Ettersburger Straße stand ein Lenindenkmal in Bronze, geschaffen von Johannes Friedrich Rogge, dass laut Gerd Seidel und Walter Steiner am 21. Februar 1974 aufgestellt wurde. Der Sockel des Denkmals besteht aus bulgarischen Vraza-Marmor. Eine andere Quelle besagt allerdings folgendes: Sie wurde 1979 zum dreißigsten Jahrestag der DDR als Geschenk der Stadt Weimar vor dem Haus der sowjetischen Offiziere eingeweiht. Nach der Wende kam sie ins Stadtmuseum, wo sie auch heute noch Teil der Dauerausstellung ist. Im Innern des als Probebühne des Theater Weimar genutzten Gebäudes ist ein bunter Leuchtkasten mit dem Leninbildnis als weiteres Denkmal erhalten.
In der Weimarhalle fanden von 1955 bis 1987 regelmäßig die Parteitage der überwiegend von Handwerkern bevorzugten DDR-Partei Liberal-Demokratische Partei Deutschlands (LDPD) statt.
Von 1974 bis 1996 wurde die Weimarhalle als Kultur- und Kongresszentrum in der Verantwortung der Stadt geführt. Herausragend war dabei etwa die Veranstaltungsreihe „Jugendtreff“ in den 1980er Jahren, die stets ausverkaufte Veranstaltungen für Jugendliche mit zahlreichen internationalen und DDR-Bands garantierte. Vorträge, Tagungen und Kongresse sowie Gastspiele, zunehmend mit internationalen Künstlern – so beispielsweise die Konzerte von Joan Jett, Roger Chapman, der österreichischen Band Erste Allgemeine Verunsicherung und 1987 von Herman van Veen – und andere gesellige Veranstaltungen gehörten zum Programm. Nach 1990 gaben Musiklegenden, wie beispielsweise B. B. King am 30. Oktober 1993 Konzerte in der Weimarhalle.

## Neubau

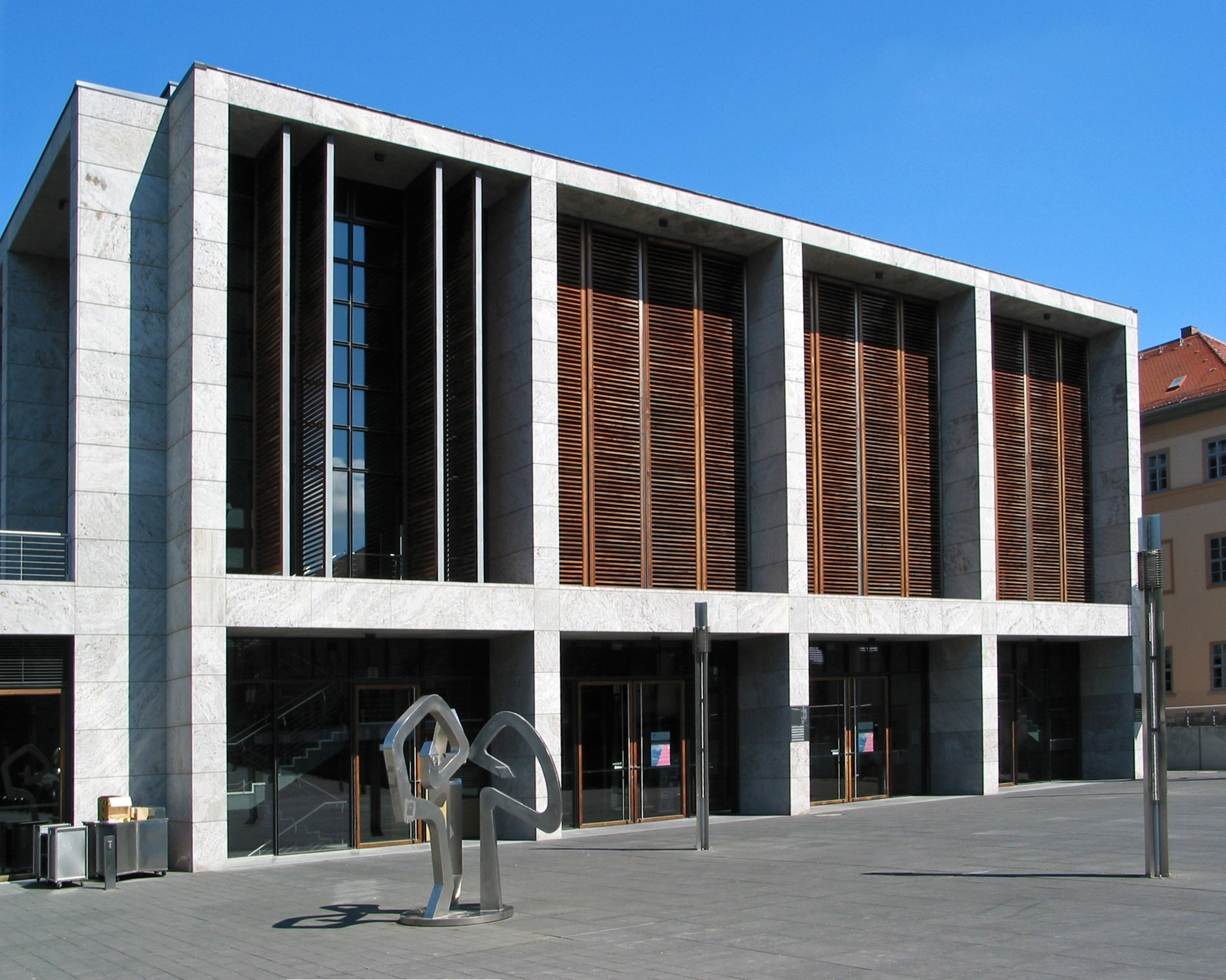
congress centrum weimarhalle 1997

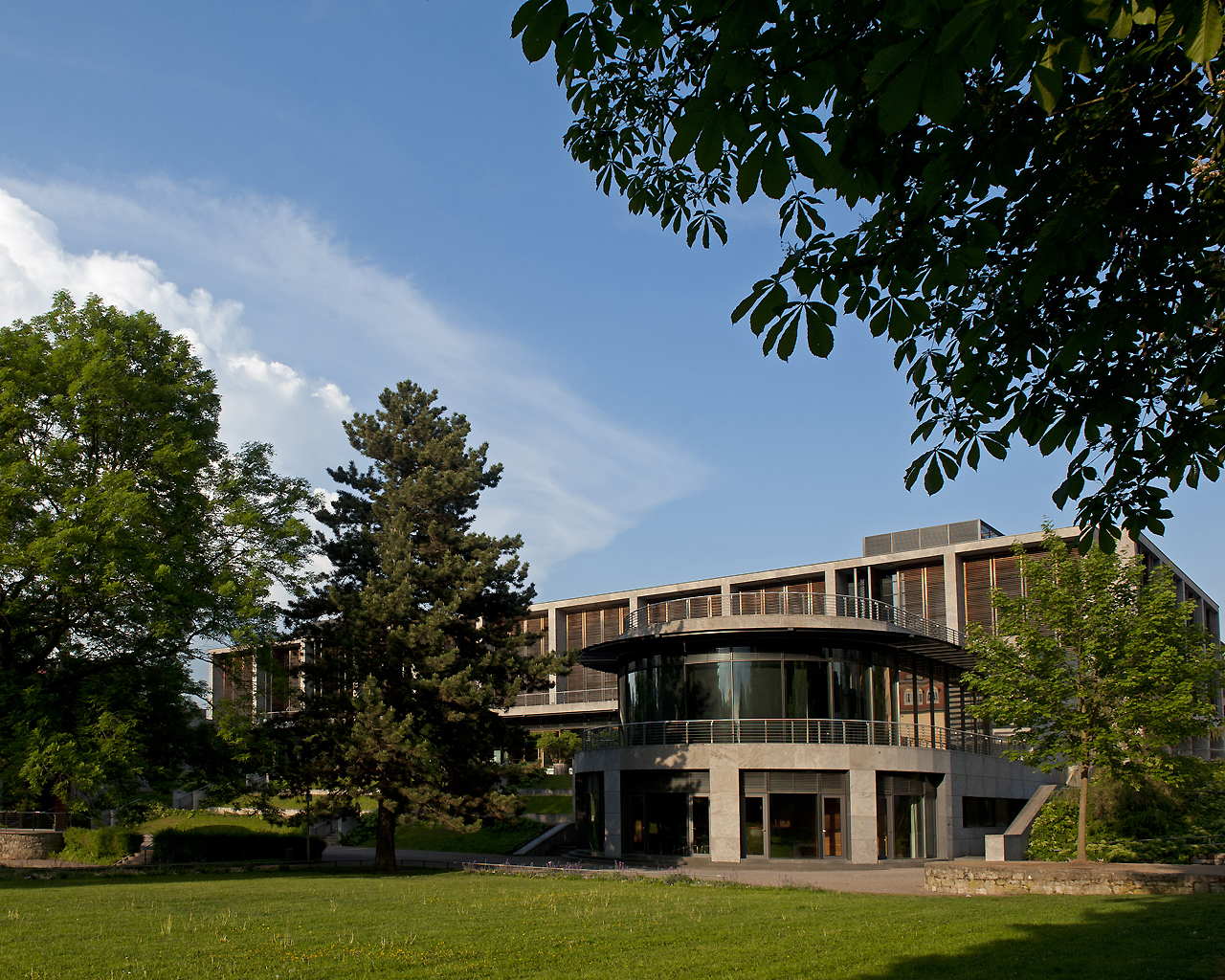
congress centrum weimarhalle, Parkseite 2012

1995 wurde ein internationaler Wettbewerb zur Sanierung der Weimarhalle ausgeschrieben. 1997 kam es wegen gravierender statischer Mängel zum Baustopp. Der Stadtrat beschloss – obwohl die Weimarhalle unter Denkmalschutz stand – den Abriss und den Neubau an gleicher Stelle und in ähnlicher Kubatur  nach Entwürfen der Architekten Gerkan, Marg und Partner. Der Neubau ist offen und transparent konzipiert, um den Ausblick in den Weimarhallenpark zu ermöglichen. Das congress centrum neue weimarhalle wurde am 26. Juni 1999, als Weimar Kulturstadt Europas war, eingeweiht. Ebenso gilt das für den sich an die Weimarhalle anschließenden UNESCO-Platz. Gmp erhielt für die Architektur der Weimarhalle den „Honor Award 2001“ des United States Institute for Theatre Technology (USITT).
Ein wesentlicher Unterschied zwischen der alten und der neuen Weimarhalle ist, dass jetzt – anders als beim Vorgängerbau – die Hauptbühne auf der dem Haupteingang entgegengesetzten Gebäudeseite liegt. Auch ist der Hauptsaal nunmehr fensterlos – er wurde architektonisch zugunsten einer möglichst optimalen Akustik gestaltet. Vor der Weimarhalle befindet sich terrassiert abgesetzt der Pavillon auf der Parkseite.

## Beschreibung
Heute wird die Weimarhalle als Kongress- und Kulturzentrum von der weimar GmbH Gesellschaft für Marketing, Kongress- und Tourismusservice GmbH betrieben. Jährlich finden mehr als 200 Veranstaltungen an 270 Veranstaltungstagen statt, darunter internationale Kongresse, Tagungen, Seminare und Kulturveranstaltungen. Dazu zählen Konzerte, Shows, Galas und gesellschaftliche Höhepunkte der Stadt Weimar. Die Weimarhalle ist Spielstätte für die Sinfoniekonzerte der Staatskapelle Weimar.
Ein Höhepunkt seit der Wiedereröffnung der Weimarhalle war der Petersburger Dialog, an dem vom 8. bis 10. April 2002 der russische Präsident Wladimir Putin, Bundeskanzler Gerhard Schröder und Michail Gorbatschow als Leiter des deutsch-russischen Forums teilnahmen.
In unmittelbarer Nachbarschaft errichtete die Klassik Stiftung Weimar den im April 2019 eingeweihten Neubau des Bauhaus-Museums Weimar.
Nach der Weimarhalle wurde ein Teil des ehemaligen Bertuch'schen Grundstücks Weimarhallenpark genannt.

## Kapazitäten
Der Große Saal umfasst 1.200 Sitzplätze, der Kleine Saal 240 Plätze, das benachbarte zugehörige Seminargebäude noch einmal insgesamt bis zu 390 Plätze. Großzügige Foyers und flexible Saalwände lassen verschiedene Raumkonzepte zu.